# Sphyrapicus varius
Il picchio panciagialla (Sphyrapicus varius L., 1766) è un uccello piciforme della famiglia dei picidi.

## Distribuzione

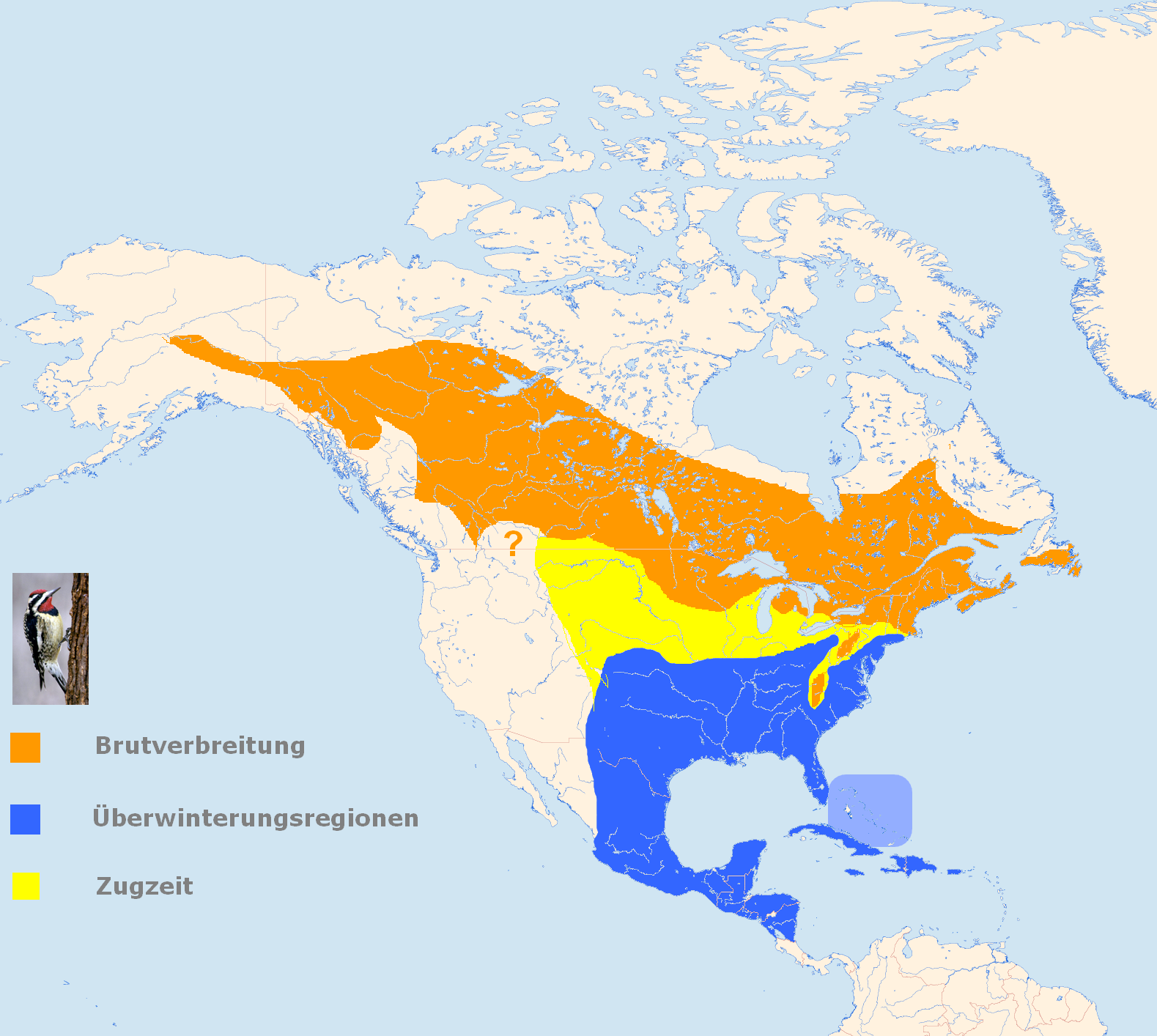
Distribuzione del picchio panciagialla: in arancio le aree di riproduzione, in azzurro le aree di svernamento.

La specie è diffusa in un vasto areale che si estende per gran parte del Canada orientale e centrale, ad est fino all'Alaska centrale, fermandosi alla Catena Costiera Pacifica e proseguendo a sud fino agli Stati Uniti centrali e al New England. Una popolazione isolata vive sui Monti Appalachi in Virginia, Tennessee e Carolina del Nord.
Il picchio panciagialla è un abitatore della foresta boreale ed in generale dei boschi misti e a prevalenza di conifere durante la stagione calda, mentre durante l'inverno colonizza aree boschive di qualsiasi tipo.
Questa specie è solita migrare verso sud con la stagione fredda, svernando negli Stati Uniti meridionali, in Messico orientale, nelle Grandi Antille ed in America Centrale a sud fino al Nicaragua. Alcune popolazioni, tuttavia, tendono a rimanere residenti o a spostarsi poco, svernando negli Stati Uniti centrali e nella regione dei Grandi Laghi. Assai raramente esemplari isolati di questo uccello capitano nelle isole britanniche nel corso delle loro migrazioni.

## Descrizione

### Dimensioni
Misura 18–22 cm di lunghezza per 34–40 cm di apertura alare e un peso che va dai 40 ai 63 grammi.

### Aspetto

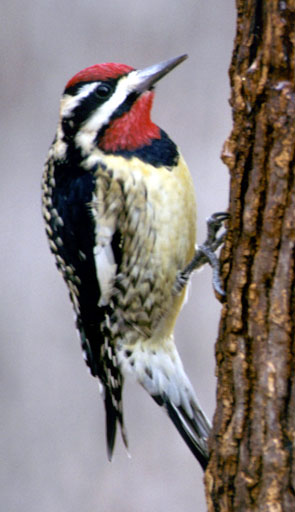
Un maschio di picchio panciagialla: notare le macchie rosse su fronte e gola.

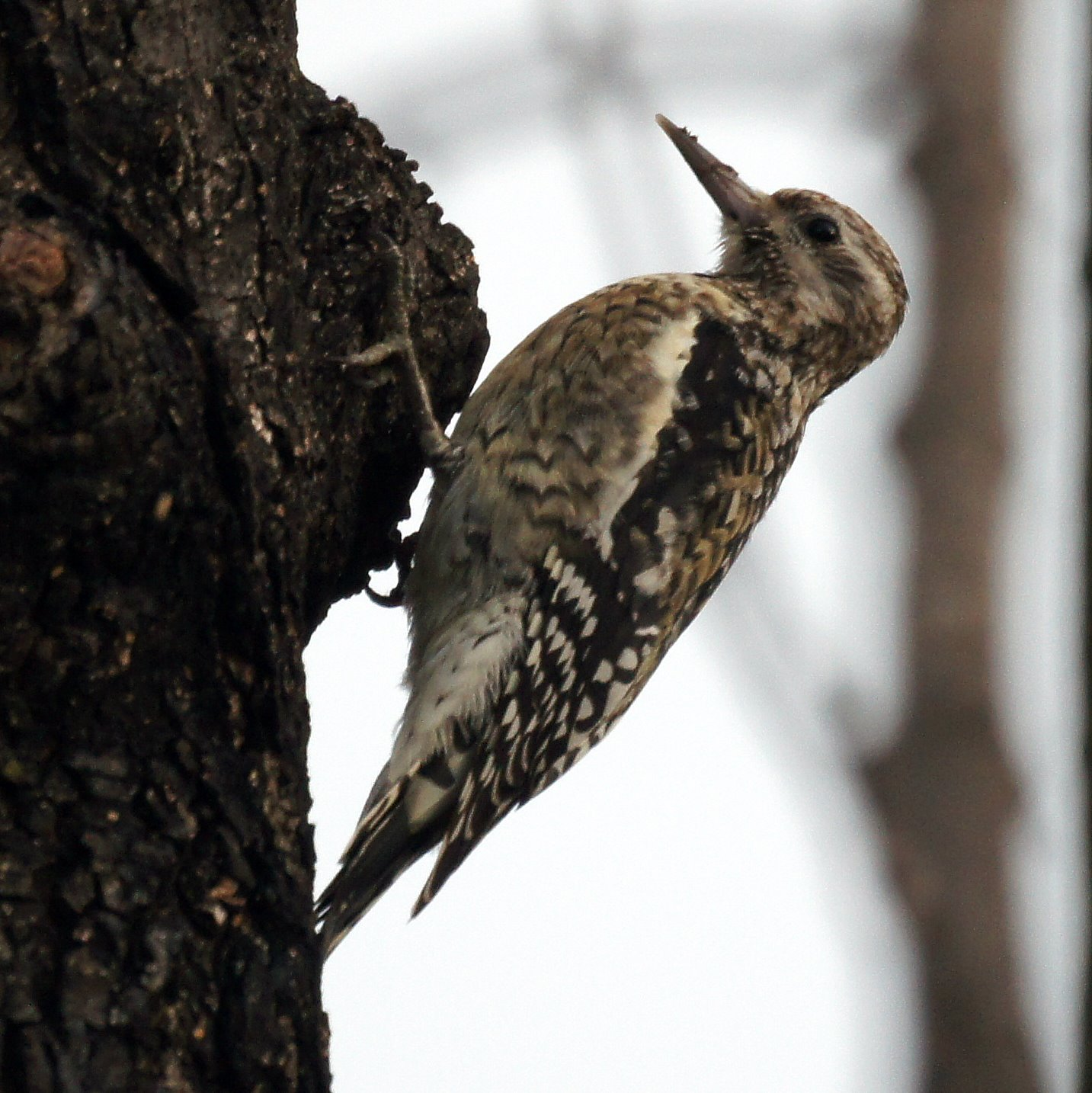
Una femmina, riconoscibile per l'assenza del rosso sulla testa e le tonalità più tendenti al bruno.

Si tratta di un uccello dalle caratteristiche tipiche dei picchi, ossia corpo massiccio con zampe e coda corte e tozze, testa allungata e becco lungo e conico.
In questa specie è presente un dimorfismo sessuale consistente nella differente colorazione dei due sessi, sebbene non si arrivi al dicromatismo sessuale tipico del congenere picchio di Williamson.

Le ali, la coda ed il dorso sono neri, con screziature bianche sulle remiganti: le copritrici sono invece completamente bianche. Bianco-grigiastri sono anche il petto, il sottocoda, il codione ed il ventre, con vistose sfumature ocra su quest'ultimo e screziature nere sui fianchi. La testa è bianca, con presenza di una fascia oculare nera che dal becco raggiunge le orecchie e qui vira verso il basso, congiungendosi al nero delle spalle: sulla sommità del capo e sulla gola è inoltre presente nel maschio una macchia rossa circondata di nero, mentre nella femmina il rosso è assente ed in generale le tonalità nere sono molto più tendenti al bruno.

In ambedue i sessi il becco è di colore nero, le zampe zigodattile e grigio scuro, gli occhi bruno scuro.
Il picchio panciagialla si presenta molto simile ad altre specie con le quali condivide il proprio areale e con le quali può essere facilmente confuso: il congenere ed affine picchio nucarossa (Sphyrapicus nuchalis, rispetto al quale manca del rosso sulla nuca), il picchio villoso (Leuconotopicus villosus, che possiede rosso cefalico molto meno esteso e limitato alla sommità della testa) ed il picchio lanuginoso (Picoides pubescens, che ha colorazione molto simile ma è di dimensioni minori).

## Biologia
Si tratta di uccelli diurni, solitari e territoriali: sebbene siano molto schivi, essi passano la maggior parte del tempo a tamburellare col becco sui tronchi d'albero, al fine di avvertire gli altri picchi nelle circostanze della propria presenza, mettendoli a conoscenza inoltre di altri dati quali il sesso, l'età e le dimensioni.
Questi uccelli possono anche comunicare tramite vocalizzazioni, che consistono in un suono bitonale che serve sia per rivendicare il possesso di un territorio che ad attrarre eventuali partner, crocidii utilizzati con i picchi di sesso opposto (spesso accompagnato da movimenti della testa che fanno sì che l'animale "annuisca") o coi piccoli, ed un suono gracchiante quando l'animale è nervoso, che sale di tonalità quando l'animale è spaventato.
Quando si trovano ad interagire direttamente, i picchi panciagialla mostrano un repertorio di posture atte a comunicare coi cospecifici: per l'interazione aggressiva essi ergono le piume della fronte per mettere in evidenza il rosso, mentre per attrarre il proprio partner ambedue i sessialzano la testa verso l'alto, in modo tale da mettere in mostra la macchia golare (rossa nel maschio, bianca per quanto riguarda la femmina).

### Alimentazione

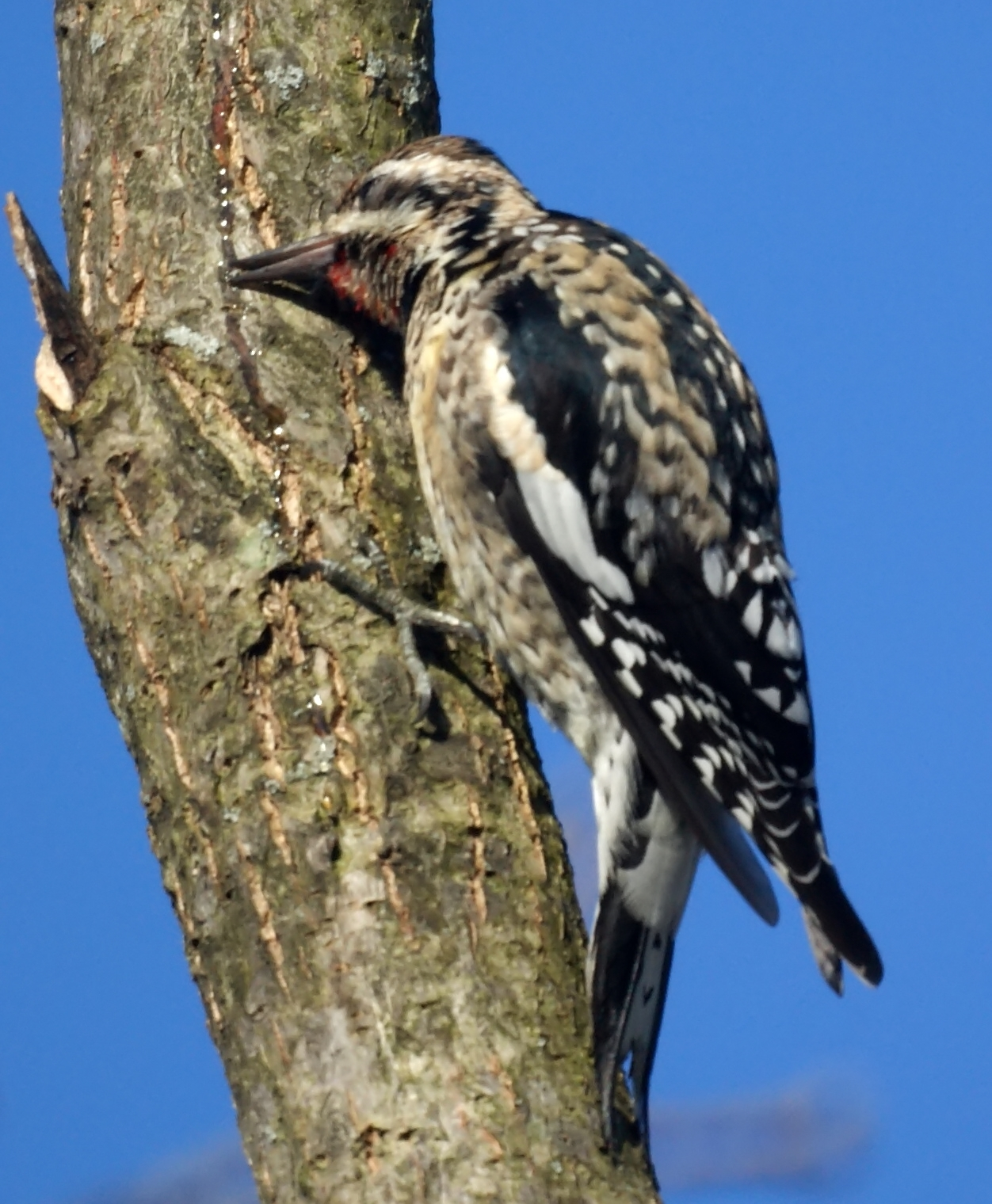
Un picchio panciagialla lecca la linfa che cola da un foro nella corteccia.

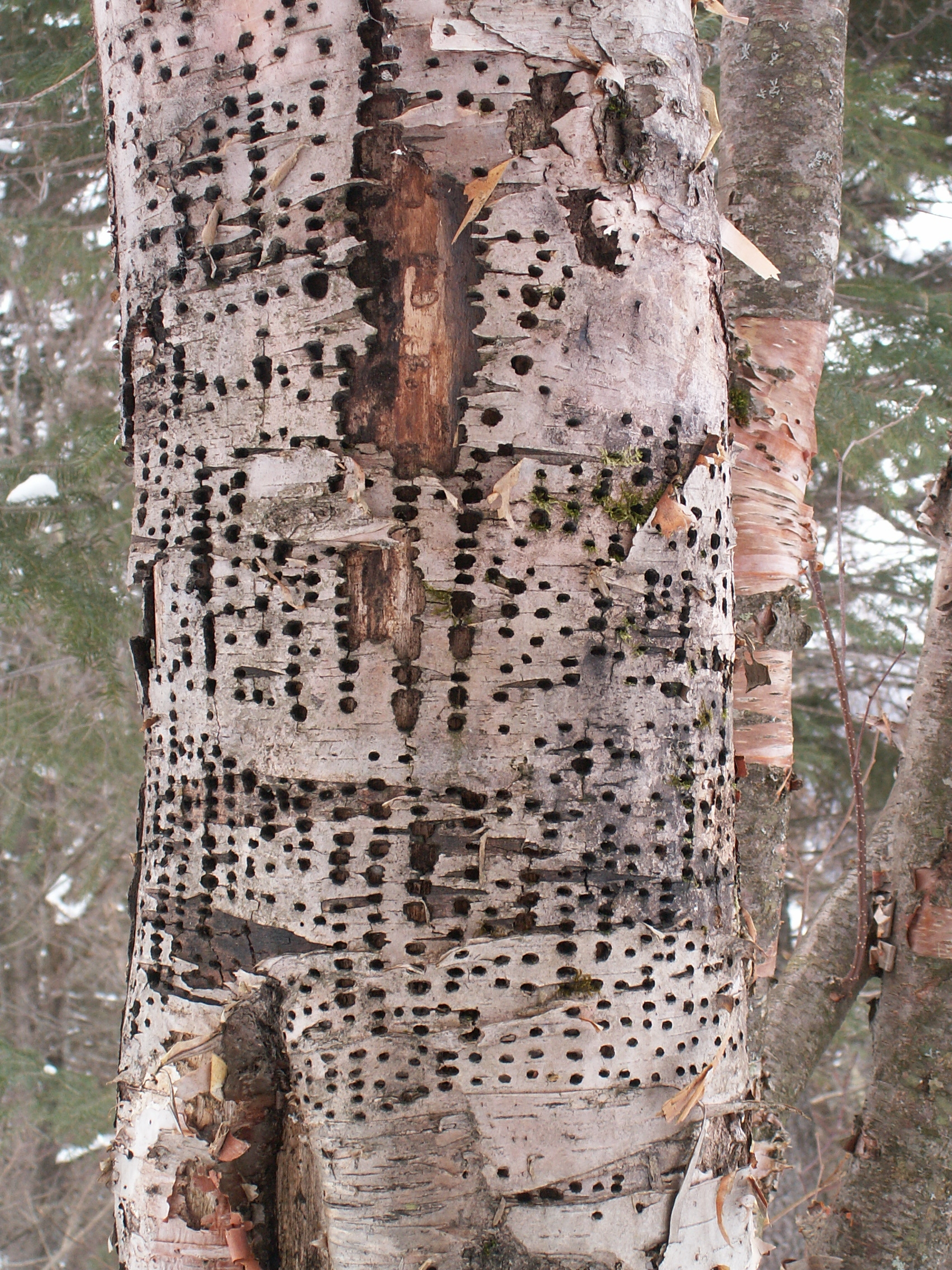
Serie di fori nella corteccia di un albero scavati in Québec.

I picchi panciagialla, come i loro congeneri, si nutrono principalmente di linfa e resina, che ottengono praticando serie orizzontali di fori nella corteccia degli alberi ed attendendo che esse sgorghino. Essi si nutrono altresì degli insetti che si avvicinano attratti dal fluido e di quelli che ne restano eventualmente invischiati.
La dieta di questi picchi diviene più marcatamente insettivora in corrispondenza della stagione riproduttiva, per far fronte all'alto costo energetico che gli sforzi riproduttivi e l'allevamento della prole richiedono. Più raramente, questi uccelli si nutrono anche di altro materiale di origine vegetale, come bacche e frutti.

### Riproduzione

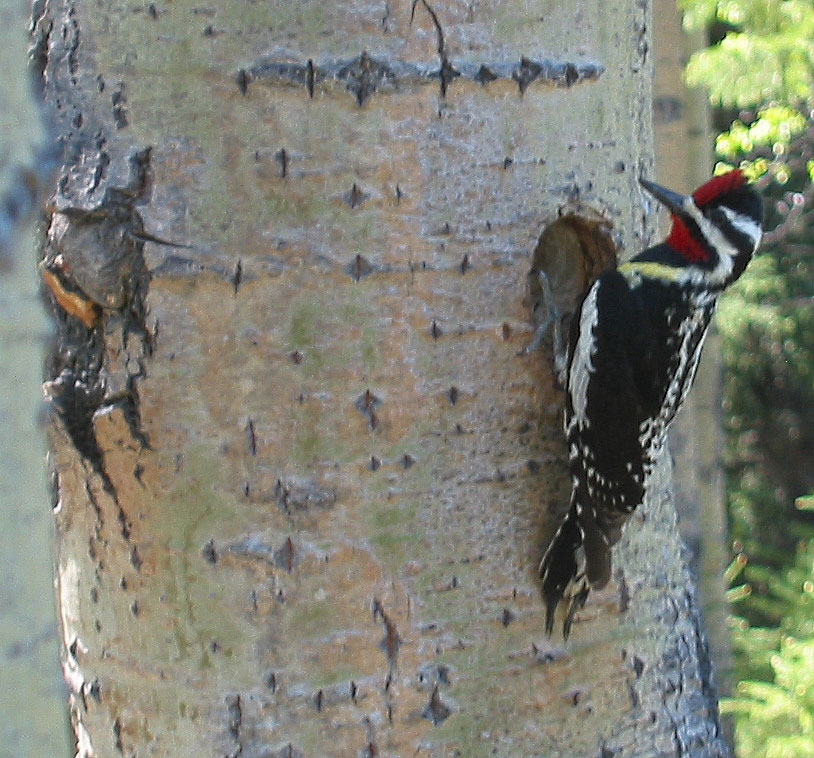
Un maschio all'imboccatura di un nido.

Il periodo riproduttivo comincia fra la fine di aprile e l'inizio di maggio: in questo periodo nei boschi riecheggia con insistenza il verso di questi uccelli, che oltre a funzioni territoriali ha anche lo scopo di attrarre eventuali partner.

I picchi panciagialla nidificano in cavità dei tronchi d'albero che essi stessi ricavano, scegliendo di preferenza esemplari morenti di betulla o di pioppo. I nidi vengono scavati fra i 2 ed i 20 metri d'altezza ed entrambi i coniugi partecipano alle operazioni di scavo, esibendosi nel frattempo in parate nuziali consistenti in voli, emissioni di suoni pigolanti e percussioni col becco su un ramo, alle quali il partner risponde in caso di interessamento.
All'interno del nido vengono deposte fra le 4 e le 7 uova, che vengono convate alternativamente da entrambi i genitori (specialmente dal maschio, che si assume la responsabilità della cova durante il periodo notturno) fino alla schiusa, che avviene dopo 12-13 giorni.

I piccoli sono implumi e vengono nutriti da ambedue i genitori ad un ritmo di nove imbeccate l'ora: per ovviare all'accumulo delle loro deiezioni, gli adulti trasportano al nido piccole quantità di sabbia, che gettano sugli escrementi per poi portarli fuori dal nido. I piccoli sono pronti per involarsi a circa 25-29 giorni dalla schiusa.
Generalmente, i due componenti della coppia, sebbene si allontanino alla fine dell'evento riproduttivo e all'infuori di esso siano territoriali fra loro, rimangono fedeli l'uno all'altro negli anni, e tendono più delle altre specie congeneri ad adoperare lo stesso nido per più anni di fila.
La speranza di vita del picchio panciagialla si aggira attorno ai sei anni e mezzo.